# (38544) 1999 VS21
1999 VS21 (asteroide 38544) é um asteroide da cintura principal. Possui uma excentricidade de 0.19647670 e uma inclinação de 5.54221º.
Este asteroide foi descoberto no dia 12 de novembro de 1999 por Korado Korlević em Visnjan.